# Hodango (Bogo)
Pour les articles homonymes, voir Hodango.
Hodango est une localité du Cameroun située dans l'arrondissement de Bogo, le département du Diamaré et la région de l’Extrême-Nord. Elle fait partie du lawanat de Tankirou.

## Population
Lors du recensement de 2005, on y a dénombré 35 personnes.